# San Francesco al Campo
San Francesco al Campo (San Fransesch in piemontese) è un comune italiano di 4 794 abitanti della città metropolitana di Torino in Piemonte.

## Geografia fisica
San Francesco al Campo sorge a 21 chilometri nord-ovest dal centro della città di Torino, sull'altopiano della Vauda, da Wald, termine dell'antico tedesco che significava foresta. La parte nord del suo territorio ricade nella Riserva naturale orientata della Vauda.

## Storia
L'8 ottobre 1996 il paese fu teatro di un grave incidente aereo. Un Antonov An-124 adibito al servizio cargo Aeroflot 9981, per cause non del tutto accertate, tentò di riprendere quota dopo avere già percorso un tratto della pista di atterraggio dell'aeroporto di Torino-Caselle. La manovra non riuscì e il gigantesco aeroplano ricadde su una cascina, causando la morte dei due membri dell'equipaggio e dei proprietari della cascina.
Il 16 settembre 2023, un velivolo MB-339 delle Frecce Tricolori, dopo essere decollato con gli altri componenti della Pattuglia, perse improvvisamente quota schiantandosi nell'area aeroportuale. Il pilota si salvò lanciandosi con il sedile eiettabile, mentre, in conseguenza del grave incidente, un'auto che passava sulla provinciale che costeggia l'aeroscalo, fu investita dal carburante in fiamme: Laura Origliasso, 5 anni, morì subito, mentre il fratello Andrea, 12 anni, sebbene ustionato sul 30% del corpo, fu salvato.

### Simboli
Lo stemma è stato concesso con decreto del presidente della Repubblica del 23 maggio 1956.
Il gonfalone, concesso con DPR dell'8 febbraio 1958, è un drappo partito di verde e di azzurro.

## Società

### Evoluzione demografica
Abitanti censiti

### Etnie e minoranze straniere
Secondo i dati ISTAT al 31 dicembre 2009 la popolazione straniera residente era di 150 persone. Le nazionalità maggiormente rappresentate, in base alla loro percentuale sul totale della popolazione residente erano:
- Romania 78 (1,62%)

## Amministrazione

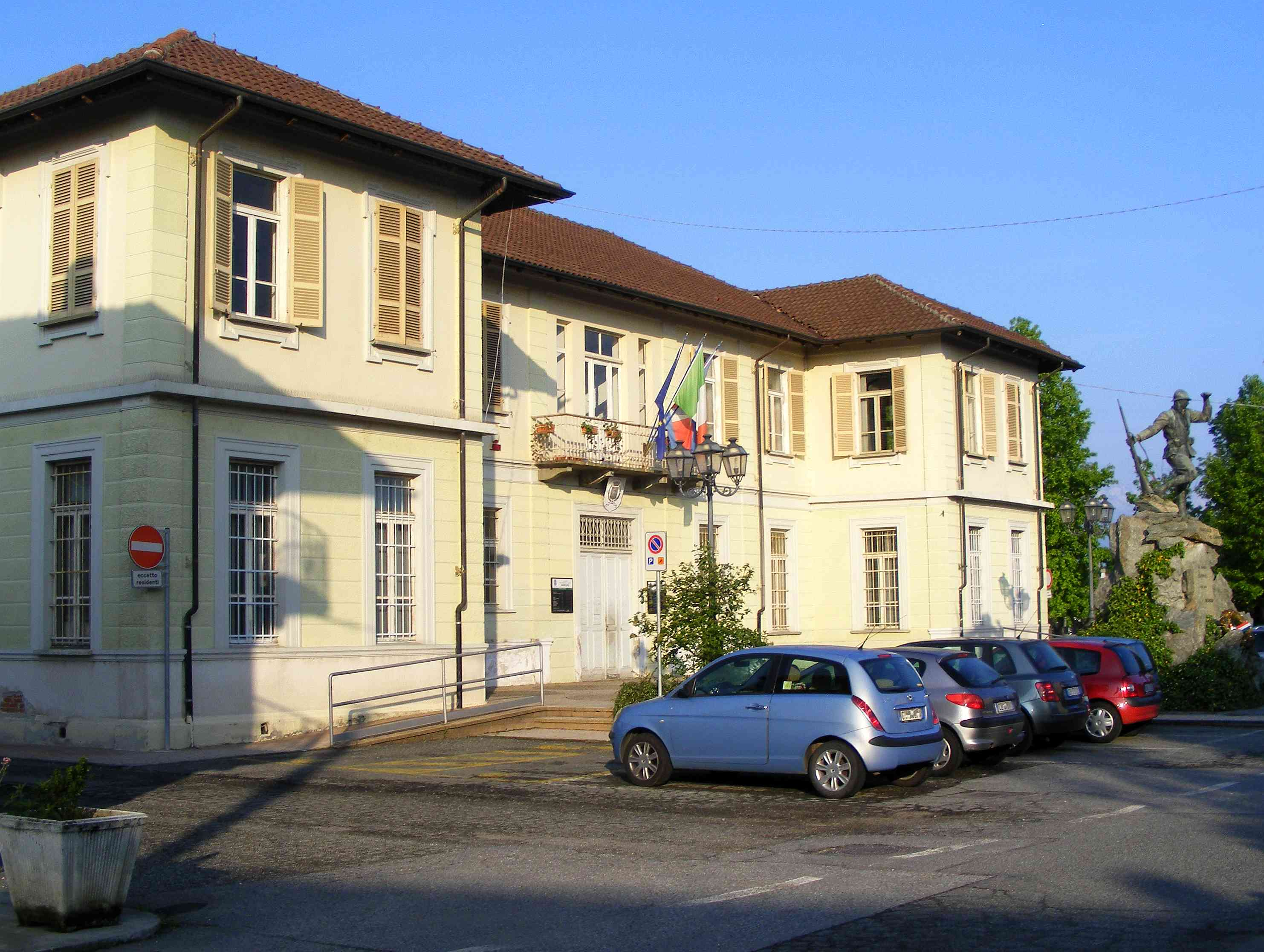
Il municipio

| Periodo | Periodo   | Primo cittadino           | Partito      | Carica  | Note            |
| ------- | --------- | ------------------------- | ------------ | ------- | --------------- |
| 1995    | 1999      | Adriano Coriasso          | lista civica | sindaco |                 |
| 1999    | 2004      | Denì Francesco Martinetto | lista civica | sindaco |                 |
| 2004    | 2009      | Denì Francesco Martinetto | lista civica | sindaco | secondo mandato |
| 2009    | 2014      | Sergio Colombatto         | lista civica | sindaco | primo mandato   |
| 2014    | 2019      | Sergio Colombatto         | lista civica | sindaco | secondo mandato |
| 2019    | In carica | Diego Coriasco            | lista civica | sindaco |                 |

## Sport
A San Francesco al Campo sorge, grazie al lascito di un appassionato al quale è intitolato, uno dei più importanti velodromi italiani, il "Velodromo Francone";  inaugurato nel 1996, ha una pista di 400 metri, con curve sopraelevate a 32°. È sede di una scuola federale di avviamento al ciclismo.
- Calcio: A.S.D. Ardor San Francesco, squadra dilettantistica militante in Seconda Categoria nel girone C di Piemonte-Valle d'Aosta

### Altre informazioni amministrative
- Classificazione climatica: zona E